# Sierras de Córdoba
 (novembre 2013).
Les sierras de Córdoba sont une chaîne de montagnes et une région touristique située en Argentine, au nord-ouest de la province de Córdoba et dans la province de San Luis pour leur extrémité sud-ouest.
Située au sud (Cône Sud) du continent sud-américain, cette région se caractérise par des chaînes de montagne (sierras) de taille moyenne, le plus haut sommet étant le Champaquí qui culmine à 2 884 m environ et qui se situe à l'est de Villa Dolores, à l'extrémité sud de la région des sierras Pampeanas.

## Géographie

### Topographie

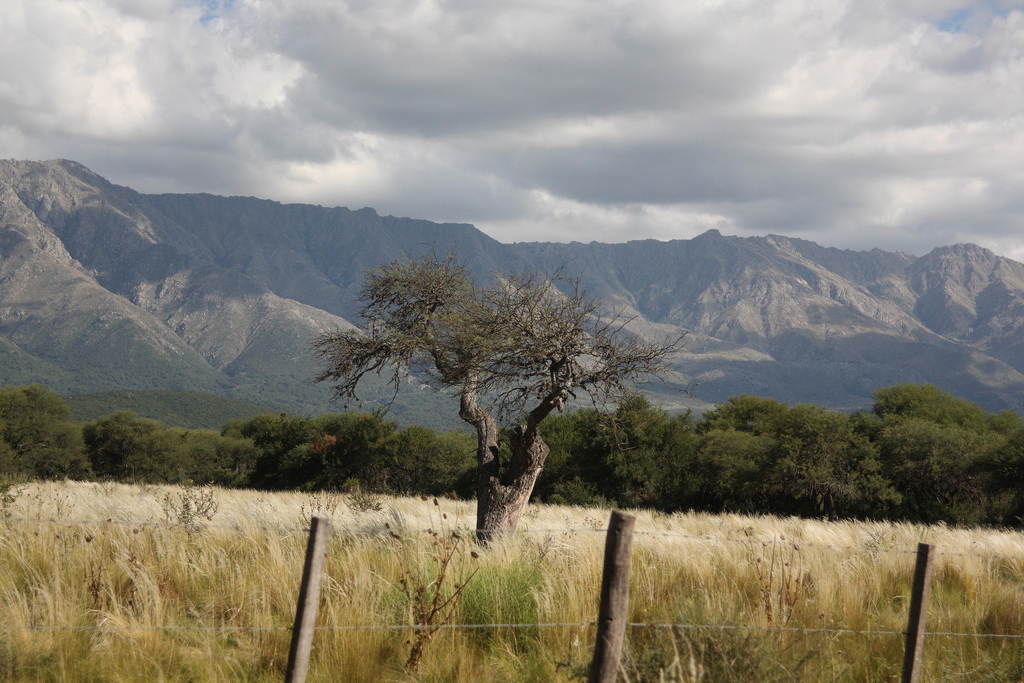
Paysage des sierras de Córdoba, à proximité de la ville de Nono.

Les sierras de Córdoba se composent de quatre chaînes de montagnes principales. D'est en ouest, on trouve d'abord les sierras Chicas, un massif montagneux en pentes douces, sauf sur sa partie occidentale où se trouvent les versants escarpés du mont Uritorco. Elles se prolongent vers le nord avec les sierras Ambargasta. Presque parallèlement à ces montagnes, à l'ouest, s'étendent les sierras Grandes puis les sierras de Pocho, qui sont beaucoup plus massives.
Plusieurs vallées se sont formées entre les montagnes et un certain nombre de plateaux, appelés « pampas », se dressent entre la pampa de Achala et la pampa de Pocho. Dans la zone nord-ouest se trouvent des salines, notamment les Salinas Grandes (autrefois appelées « désert des Salines »), qui reçoivent les eaux de ruissellement provenant des montagnes, et qui sont principalement recueillies dans les rivières Cruz del Eje et Pichanas. La partie nord-est des sierras de Córdoba est constituée de marais situés autour de la Mar Chiquita, le plus grand lac salé d'Argentine. La zone sud-est alimente en eau le bassin de la Plata, et en particulier la rivière río Tercero ainsi que le río Quinto lors des saisons humides. Enfin, la zone occidentale de la cordillère alimente les bassins endoréiques, notamment ceux de la rivière Conlara.

### Géologie

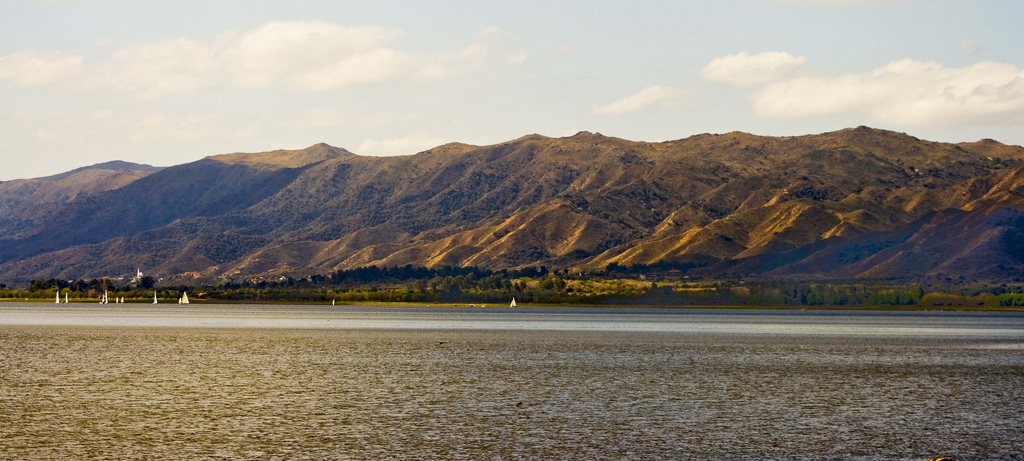
Paysage des sierras de Córdoba.

Beaucoup plus anciennes que la cordillère des Andes, les sierras de Córdoba se sont formées au Paléozoïque inférieur et ont été fortement érodées avec le temps. La partie est de la région, dans les sierras Chicas, est beaucoup plus basse d'un point de vue topographique.
Les montagnes forment, entre le Paléozoïque et le Mésozoïque, la frontière entre le Gondwana et l'océan Pacifique. Elles sont principalement constituées de roches métamorphiques, notamment des migmatites, du schiste et du gneiss. Au Dévonien, la région connait une intense activité magmatique qui donne naissance à des batholites.
Le tertiaire est une autre période de grande activité volcanique qui est à l'origine des volcans du Pocho. Dans certaines parties des sierras de Córdoba, le sol et le sous-sol karstiques érodés par les eaux de pluie et la fonte des neiges ont été à l'origine des grottes et des cavernes comme celles de Pajaritos, Ongamira et Los Terrones, ainsi que la  rivière souterraine, la Cumbrecita.

### Climat

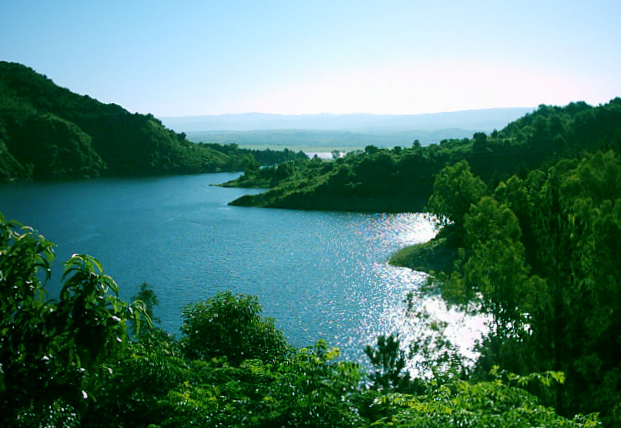
Le lac Los Molinos en été

À basse altitude, les sierras de Córdoba possèdent un climat subtropical humide (code Cwa selon la classification de Köppen) avec des étés chauds et humides, connaissant de fréquentes tempêtes, et des hivers secs et frais. Un tel climat a un système de précipitations diamétralement opposé au climat méditerranéen européen, toutefois la saison sèche et l'humidité font que la région a des paysages assez semblables à ceux d'une grande partie de l'Espagne et de la majeure partie de l'Italie, ce qui explique que des oliviers et des plantes méditerranéennes (comme le cèdre et le cyprès) s'y développent très bien. La moyenne annuelle des précipitations dans la ville de Córdoba  est de 715 mm, mais la pluviométrie est très variable. Sur le versant oriental de la sierra, il peut pleuvoir plus de 1 200 mm par an, alors que vers l'ouest les précipitations ne dépassent généralement pas 400 mm/an.

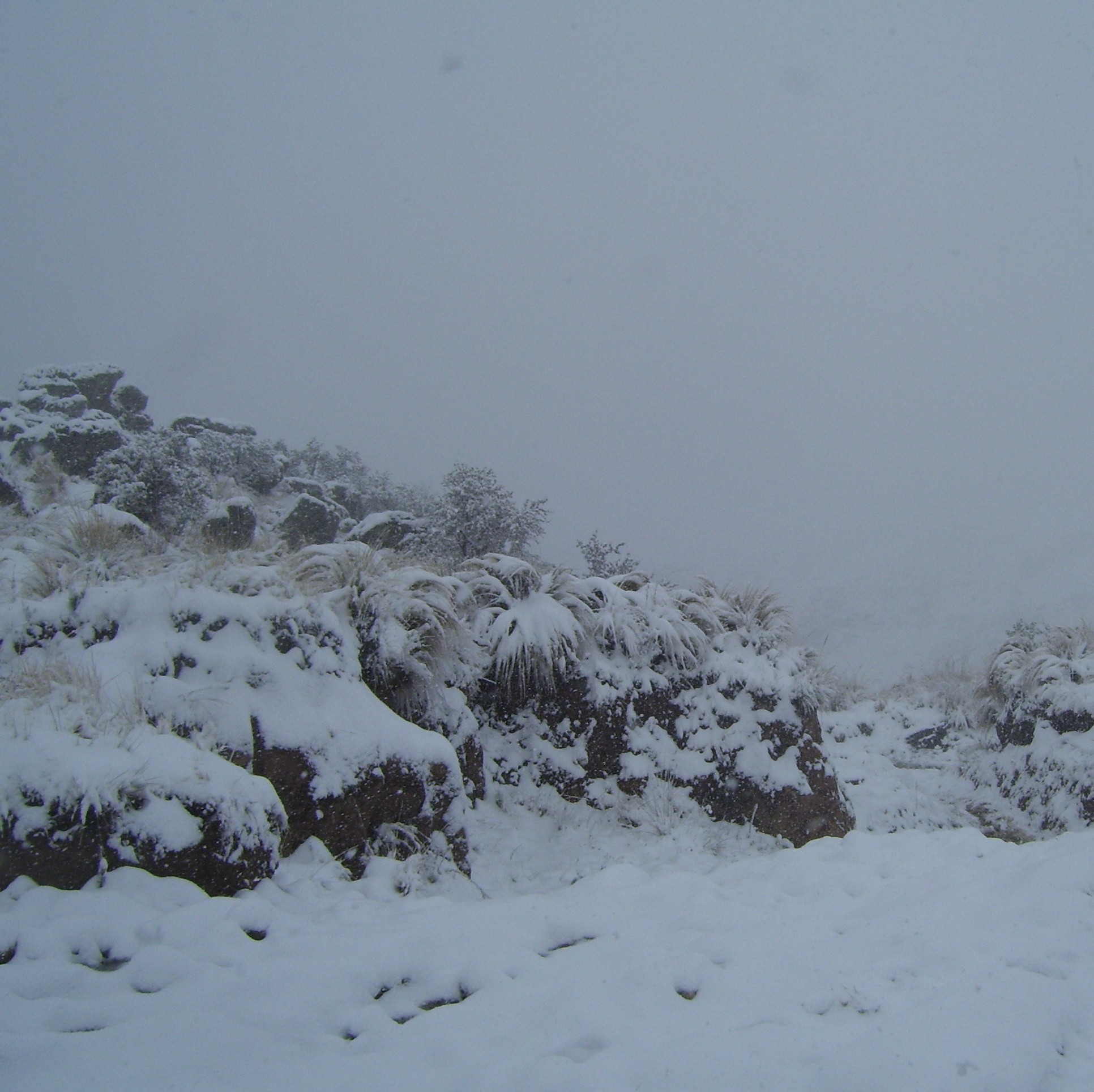
Vue du versant ouest du Champaquí après une chute de neige durant l'hiver austral.

À basse altitude, le climat est doux avec des températures moyennes de 33 °C en été (en janvier) et 10 °C en hiver, alors qu'au-dessus de 2 000 mètres, la température moyenne annuelle est de 14 °C. Toutefois, les hivers étant relativement secs, il tombe moins de neige que ce que les températures hivernales pourraient laisser penser et il n'y a d'ailleurs aucune preuve de formations glaciaires ou périglaciaires au Pléistocène.

## Histoire
Du fait du temps frais et sec des montagnes, à la fin du XIXe siècle et au début du XXe siècle, la région devient un refuge pour les riches familles argentines voulant échapper à la tuberculose et un certain nombre d'hôtels et d'établissements sanitaires prolifèrent dans les sierras de Córdoba, notamment dans les villes d'Alta Gracia, La Falda, Santa María de Punilla, Deán Funes, Capilla del Monte  et Jesús María. Par la suite, à partir de la seconde moitié du XXe siècle, avec le développement du réseau de chemin de fer argentin et l'apparition d'attractions touristiques et culturelles, le beau temps  permet à la région de devenir un pôle touristique en particulier l'été.

## Population
La moitié de la population des sierras de Córdoba vit dans la capitale de la province, Córdoba, le reste de la population étant essentiellement installé dans la pampa à l'est des sierras. L'ouest de la région est assez peu peuplée du fait du manque de terres arables dans cette partie montagneuse où l'activité repose surtout sur l'élevage et le tourisme. 

## Économie
Bien que le territoire des sierras de Córdoba soit naturellement très riche en minéraux (chaux, mica, quartz, marbre, onyx vert ainsi que de petites quantités d'or), qu'il soit propice à l'élevage des bovins, des moutons, des chèvres et des volailles (principalement des poulets), ce fut surtout l'exploitation forestière et l'agriculture qui se sont développées jusqu'au milieu du XXe siècle. La région accueillait également d'importants vignobles à Alta Gracia notamment, activité viticole qui perdure aujourd'hui principalement à Caroya.
Les activités économiques sont de nos jours liées à des industries artisanales et familiales : production de fromages de chèvre et de brebis, de pains et pâtisseries (bizcocho, un biscuit originaire d'Espagne, pastelitos, des gâteaux créoles, alfajor, etc.), de l'arrope (sirop de raisin), des marmelades (confiture de lait, de figue, de poire, de coing), de la charcuterie (jambons, saucissons, soppressatas, codeguines) ainsi que le traitement de diverses herbes comme la menthe poivrée (avec laquelle est produit un alcool), la camomille, la mauve ou la menthe pouliot. Par ailleurs, il existe aussi des activités liées à la réalisation d'objets en céramique de couleur noir mat satiné, et de meubles en caldéns, à la pêche dans les rivières et lacs (truite, pejerrey, palometas...) et à la production d'énergie hydroélectrique.
Depuis la fin du XIXe siècle, le tourisme est la principale activité économique et ne cesse d'augmenter. En effet, grâce à leurs paysages et leur climat, les sierras de Córdoba se sont dotées d'infrastructures touristiques avec de nombreux hôtels, des auberges, des campings et des installations de ski l'hiver lorsque la neige recouvre certaines parties des montagnes.

## Sources
- (en) « Córdoba montane savanna », World Wildlife Fund
- (en) S. D. Davis, V.H. Heywood, O. Herrera-MacBryde, J. Villa-Lobos et A.C. Hamilton, Centres of Plant Diversity: A guide and strategy for their conservation, Oxford, Information Press, 1997
- (en) M. Nores, « Insular biogeography of birds on mountaintops in northwestern Argentina », Journal de biogeografia, no 22,‎ 1995, p. 61-70
- (es) Claes Christian Olrog et María Magdalena Lucero, Guide des mammifères argentins [« Guía  de los Mamíferos Argentinos »], Tucumán, Fundación Miguel Lillo, 1981